# پیتر خرگوشه (فیلم)
پیتر خرگوشه یا پیتر خرگوش (انگلیسی: Peter Rabbit) فیلمی در ژانر سه بعدی-کامپیوتری-ماجراجویی-کمدی به کارگردانی ویل گلوک است که در سال ۲۰۱۸ منتشر شد. داستان این فیلم بر اساس داستانی به همین نام از بیترکس پاتر نوشته شده‌است. از صداپیشگان آن می‌توان به دیسی ریدلی، الیزابت دبیکی، سیا، مارگو رابی و جیمز کوردن و از بازیگران واقعی انیمیشن می‌توان به رز بیرن، دامنل گلیسون و سام نیل اشاره کرد. دنباله این فیلم(پیتر خرگوشه ۲: فراری) در سال ۲۰۲۰ اکران شد.
موضوع فیلم:
خرگوشی بازیگوش و سرکش به‌نام «پیتر»، در تلاش است دزدکی وارد باغ سبزیجات یک کشاورز شود اما وقایع آن طور که باید پیش نمی‌رود.

## داستان
در لیک دیستریکت بریتانیا، پیتر خرگوشه به‌همراه پسرخاله‌اش بنجامین بانی و خواهران سه‌قلویش، فلاپسی، ماپسی و کاتنتیل، بیشتر وقت خود را صرف اذیت کردن آقای مک‌گرگور پیر ــ که پیش‌تر پدرشان را کشته و خورده بود ــ و دزدیدن سبزیجات از باغ او می‌کنند. آن‌ها با زن مهربانی به‌نام بئا دوست هستند که پس از مرگ مادرشان نقش مادری را برای آن‌ها ایفا کرده و بیشتر وقتش را به نقاشی کردن از خرگوش‌ها و طبیعت اطراف می‌گذراند. روزی پیتر مجبور می‌شود کاپشنش را در باغ مک‌گرگور رها کند و برای برداشتنش بازمی‌گردد، اما درمی‌یابد که این یک تله بوده است. آقای مک‌گرگور او را گیر می‌اندازد، اما ناگهان به‌دلیل سال‌ها سبک زندگی ناسالمش (از جمله سیگار کشیدن، استفاده از آزبست، نوشیدن آب از حوض پرندهٔ کثیف و تغذیهٔ نامناسب) دچار سکته قلبی می‌شود و می‌میرد. پیتر که هیجان‌زده شده، حیوانات اطراف را دعوت کرده و عمارت مک‌گرگور را تصاحب می‌کند.
در همین حال در لندن، توماس مک‌گرگور، نوهٔ خواهرزادهٔ آقای مک‌گرگور، که مردی سخت‌گیر، کنترل‌گر و معتاد به کار است، در بخش اسباب‌بازی‌های فروشگاه هارودز کار می‌کند و منتظر ترفیع به سمت معاون مدیرکل است. اما وقتی ترفیع به برادرزادهٔ تنبل مدیرعامل داده می‌شود، توماس خشمگین شده و اخراج می‌شود. او پس از باخبر شدن از مرگ عمویش و به ارث بردن عمارت او، تصمیم می‌گیرد آن را ارزیابی کرده و برای فروش آماده کند تا پول راه‌اندازی فروشگاه اسباب‌بازی خودش در نزدیکی هارودز را فراهم کرده و انتقام بگیرد. او پیتر و حیوانات دیگر را بیرون می‌کند و شروع به تقویت امنیت دیوار و دروازه‌های باغ می‌نماید. وقتی پیتر و بنجامین ــ با بی‌میلی ــ دوباره وارد باغ می‌شوند، توماس آن‌ها را می‌گیرد و سعی می‌کند بنجامین را در رودخانه غرق کند. اما پیتر و خواهرانش او را نجات می‌دهند و توماس به‌طور تصادفی دوربین دوچشمی گران‌قیمتی را که بئا به او داده بود در آب می‌اندازد. خشمگین از این اتفاق، توماس یک حصار برقی و مقداری دینامیت می‌خرد تا خرگوش‌ها را دور نگه دارد.
در همین حین، توماس و بئا کم‌کم عاشق یکدیگر می‌شوند و این موضوع باعث حسادت پیتر می‌گردد. در نتیجه، میان پیتر و توماس جنگی آغاز می‌شود و هرکدام برای دیگری تله می‌گذارد. اوضاع وقتی وخیم‌تر می‌شود که پیتر و خانواده‌اش سیم‌کشی حصار برقی را تغییر می‌دهند تا توماس هنگام دست زدن به هر دستگیره‌ای که به بیرون راه دارد، دچار برق‌گرفتگی شود. این کار باعث می‌شود توماس دینامیت‌ها را به داخل لانهٔ خرگوش‌ها پرتاب کند. زمانی که آلرژی توماس به تمشک تحریک می‌شود، او با خشم بیشتری به خرگوش‌ها در باغ حمله می‌کند و به پیتر می‌گوید که شیطنت‌هایش باعث شده‌اند او خشن شود. بئا که سر و صدا را می‌شنود، از راه می‌رسد و پیتر برای اثبات استفادهٔ توماس از دینامیت، یکی از آن‌ها را منفجر می‌کند. اما این انفجار به‌طور ناخواسته لانهٔ خرگوش‌ها را تخریب کرده و باعث فروریختن درختی بر روی کارگاه هنری بئا می‌شود. بئا حرف‌های توماس دربارهٔ نقش خرگوش‌ها را باور نمی‌کند و رابطه‌شان را تمام می‌کند. توماس دل‌شکسته به لندن بازمی‌گردد.
پیتر از آنچه با بی‌فکری‌اش به بار آورده احساس پشیمانی می‌کند و وقتی می‌فهمد که بئا قصد ترک محله را دارد، همراه با بنجامین به لندن می‌رود تا توماس را بازگرداند. آن‌ها کاری می‌کنند که توماس گمان کند حرف زدن خرگوش‌ها را فقط خیالاتش بوده و پیتر او را تشویق می‌کند که از دلش پیروی کند. آن‌ها با شتاب به روستا بازمی‌گردند و پیتر به بئا دستگاه کنترل انفجار را نشان می‌دهد و آن را فشار می‌دهد تا ثابت کند که خرگوش باعث انفجار بوده، نه توماس. بئا آن‌ها را می‌بخشد و تصمیم می‌گیرد که نرود.
پیتر و خانواده‌اش با حیله‌هایشان زوج ثروتمند و ناخوشایندی را که عمارت را خریده بودند، فراری می‌دهند و این به توماس اجازه می‌دهد که بماند. توماس و بئا رابطه‌شان را از سر می‌گیرند و توماس اجازه می‌دهد که حیوانات در حد معقول از باغ غذا ببرند. پیتر و خانواده‌اش با کمک بئا و توماس لانه و حیاط را بازسازی می‌کنند و توماس نیز فروشگاه اسباب‌بازی خود را در روستا راه‌اندازی می‌کند، جایی که بئا نقاشی‌هایش از خرگوش‌ها را به نمایش می‌گذارد.

## هنرمندان

### بازیگران
- دامنل گلیسون در نقش توماس مک‌گرگور، برادرزاده بزرگ آقای مک‌گرگور

- رز بیرن در نقش بی، صاحب خرگوش‌ها و عشق توماس
- سم نیل در نقش آقای مک‌گرگور، عموی بزرگ توماس مک‌گرگور
- ماریان ژان-بتیست در نقش مدیر کل هرودز
- فلیکس ویلیامسون[۷] در نقش دِرِک

### صداپیشگان
- جیمز کوردن در نقش پیتر خرگوشه
- مارگو رابی در نقش فلاپسی خرگوشه
- الیزابت دبیکی در نقش ماپسی خرگوشه
- دیزی ریدلی در نقش دم‌پنبه‌ای خرگوشه
- کالین مودی[۸] در نقش بنجامین خرگوشه
- سیا در نقش خانم تیگی وینکل، جوجه‌تیغی
- دامنل گلیسون در نقش آقای جرمی ماهی‌گیر، قورباغه
- رز بیرن در نقش جمیما اردک-شلوغ‌کن
- سم نیل در نقش تامی براک، گورکن
- فایسال بزی[۹] در نقش آقای تاد، روباه
- یوئن لزلی[۱۰] در نقش خوک نجیب
- کریسچن گزل[۱۱] در نقش فلیکس گوزنه
- راشل وارد در نقش جوزفین خرگوشه، مادر پیتر، فلاپسی، ماپسی و دم‌پنبه‌ای و خاله بنجامین
- برایان براون در نقش آقا خرگوشه، پدر پیتر، فلاپسی، ماپسی و دم‌پنبه‌ای و شوهر خاله بنجامین
- دیوید ونهام در نقش جانی موش-شهری